# Tanque de aislamiento sensorial

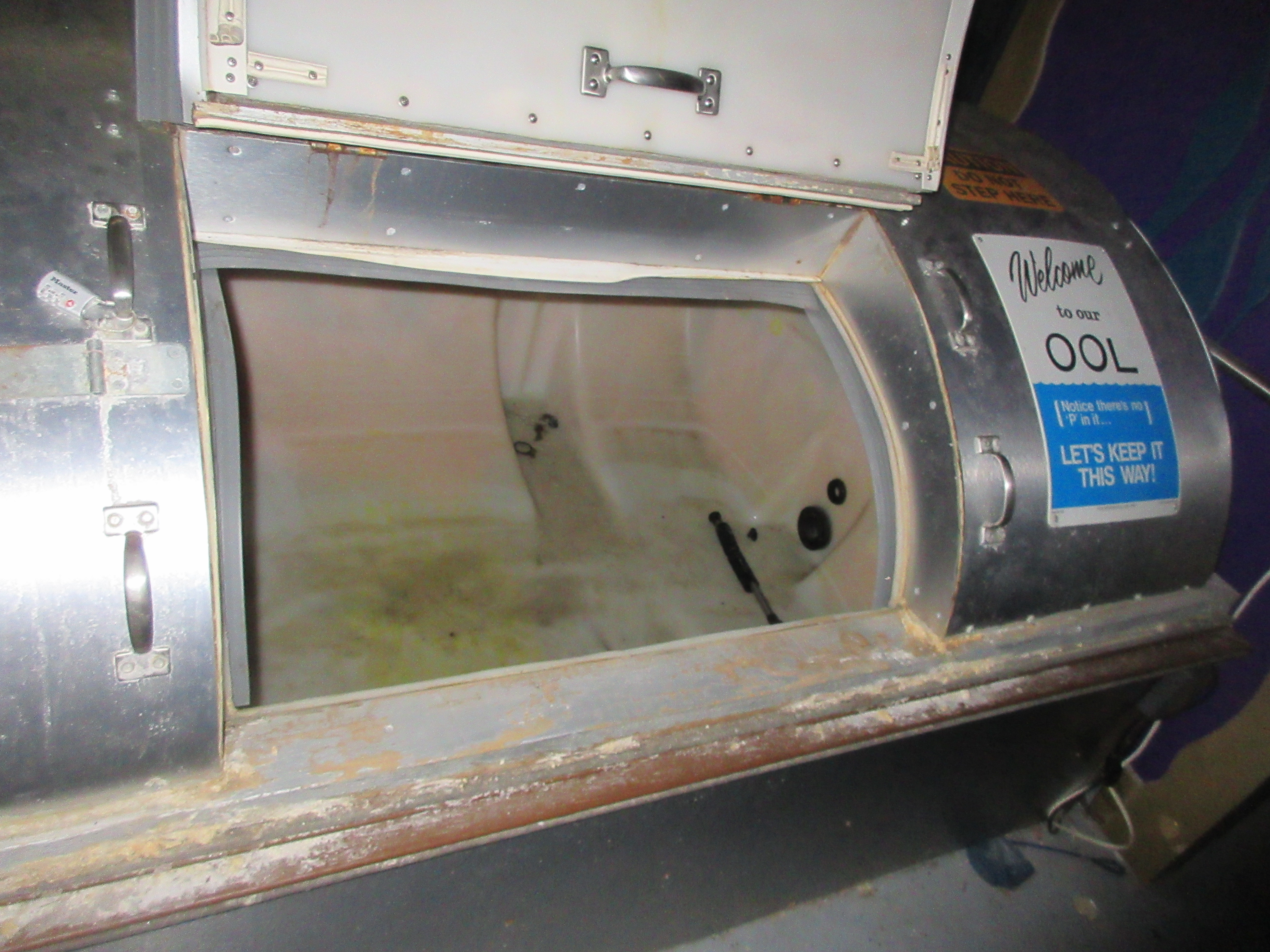
Tanque de aislamiento antiguo (acero) interior.

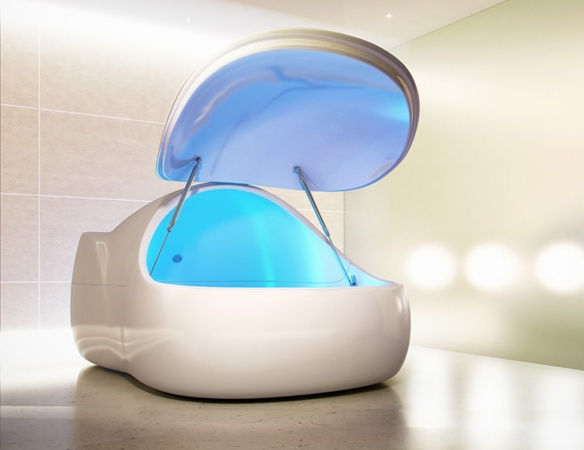
Tanque de aislamiento moderno.

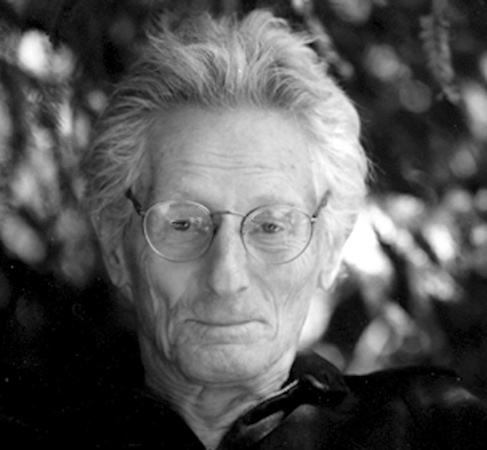
John C. Lilly, inventor del tanque de aislamiento sensorial

El tanque de aislamiento sensorial, también conocido como terapia de estimulación ambiental reducida, flotarium, tanque ingrávido, cámara de flotación anti-gravedad o piscina de flotación, es un tanque lleno de agua salada que induce a flotar. Actualmente se ha convertido en una terapia, ya que ofrecería, según algunos especialistas, distintos beneficios tanto físicos como mentales.[cita requerida]

## Historia
Durante los años 50, John C. Lilly, un neuropsiquiatra americano, realizó una investigación sobre el origen de la consciencia y su relación con el cerebro. Este hecho le hizo descubrir la eficacia de la flotación para conseguir altos niveles de relajación. Fue así como John C. Lilly se convirtió a la postre, en el inventor de los tanques de aislamiento sensorial.
El neurólogo quería crear un dispositivo que privara los estímulos externos para poder analizar el cerebro y el individuo en una situación de aislamiento. En un inicio, dio el nombre de “cámaras de privación sensorial” a estos dispositivos, pero posteriormente se conocieron como R.E.S.T (terapia de estimulación ambiental reducida).
Las investigaciones de John C. Lilly no se tomaron muy en serio debido a su interés por las drogas psicodélicas y la comunicación de los delfines. Sin embargo, más tarde, se han hecho investigaciones científicas sobre los efectos de la flotación. Sin ir más lejos, la NASA utilizó este método para realizar los programas de entrenamiento de los astronautas con la finalidad de simular la falta de gravedad y el aislamiento sensorial.

## Características
El interés comercial generalizado y el uso del tanque de aislamiento comenzó en  1972, cuando un programador de sistemas informáticos, comenzó a vender los primeros tanques. 

El tanque de aislamiento sensorial contiene en su interior 400-600 litros de agua y 250-350 kilogramos de sales Epsom (sulfato de magnesio, un compuesto químico conocido con la fórmula Mg SO4·7H2O). De esta forma, se consigue crear una densidad como la del Mar Muerto donde cualquier intento de sumergirse se ve frustrado ya que el cuerpo flota sin ningún tipo de esfuerzo. Se pierde la noción del peso del cuerpo. La temperatura del agua oscila entre los 35º y los 37.5 °C, de esta forma no se siente ni frío ni calor. La persona que entra en el tanque tiene la sensación de que su cuerpo se funde con el agua.

### Otros Efectos
La cámara de aislamiento sensorial tiene distintos beneficios. Los expertos creen que el tiempo en el tanque puede reducir el sistema nervioso simpático y encender el sistema nervioso parasimpático, relacionado con el descanso, de manera que se induce a un estado neurológico de sueño.[cita requerida]
La producción de hormonas del estrés se ralentiza reduciendo así, los niveles de estrés físico y mental.

Otro efecto es el aumento de la secreción de endorfinas, conocidas como las hormonas de la felicidad y consideradas analgésicos naturales producidos por el cerebro.[cita requerida] Como consecuencia, la mente entra en un estado de relajación que permite usar partes inactivas del cerebro y armonizar los dos hemisferios. Este equilibrio garantiza una mejora de la salud física, mental y emocional.[cita requerida]
Durante la flotación se ralentizan los patrones de las ondas cerebrales (conocidas como la onda theta).[cita requerida] Estas solamente se experimentan durante el proceso de la meditación profunda o justo antes del sueño. A raíz de esta característica, se plantea que una hora de flotación en el tanque de aislamiento sensorial equivale a cuatro horas de sueño.
Este método se recomienda en tratamientos de ansiedad, depresión y épocas de cansancio acumulado. Sirve para combatir el insomnio, el dolor premenstrual, los dolores crónicos (migrañas, asma, dolor de espalda, hombros y cuello, artritis, trastornos gastrointestinales y cardiovasculares, etc.), mitiga las consecuencias del jet lag y funciona para luchar contra las adicciones como el tabaco y el alcohol.[cita requerida] Además, las sales minerales del agua son beneficiosas para la piel.

## Impacto social
Fueron varios los investigadores que utilizaron estos tanques. Uno de los más conocidos fue Richard Feynman quien realizó experiencias con marihuana y ketamina en los tanques de privación sensorial de John Lilly, como una manera de estudiar el llamado estado alterado de conciencia. Dentro del tanque llegaba a tener alucinaciones en menos de 15 minutos. 
Cada vez es mayor el número de centros de estética, balnearios y Spa que ofrecen estos servicios de flotación. 
Este sistema también ha llegado a la práctica en distintos comités olímpicos para mejorar la preparación de los deportistas.[cita requerida]
Por otro lado, en algunas universidades se han obtenido excelentes resultados ya que la flotación estimula la creatividad, favorece la claridad intelectual y acelera el proceso de aprendizaje.[cita requerida]

### En la cultura popular
Estas experiencias fueron volcadas en la cultura popular, a través de libros como:
- Estados alterados, Altered States (1978) de Paddy Chayefsky y la película Altered States homónima de (1980).

- En el libro El Informe Tokaev el capítulo "Mayo 25", publicado en (1981) por Salvatore Puledda.[4]

- En la serie Elementary en su temporada seis episodio 4 (2018), el protagonista Sherlock Holmes, utiliza habitualmente un tanque de aislamiento de aspecto victoriano, para el tratamiento de los síntomas del síndrome posconmoción que sufre.
- En la popular serie Los Simpsons en el episodio Make Room For Lisa Homer y Lisa van a un tanque de aislamiento moderno.
- En la popular serie de Netflix Stranger Things, su protagonista Eleven utiliza eventualmente tanques de aislamiento o privación sensorial para potencializar sus poderes psíquicos e interactuar mentalmente con otros seres.

## La privación sensorial y sus efectos
En su sentido más básico, la privación sensorial tiene que ver con la restricción parcial o total de estímulos, aplicada a uno o varios sentidos. Impedir la visión, la escucha, el tacto o todo a la vez.

Los primeros estudios reglados sobre la privación sensorial datan de los años 1950 se llevaron a cabo en la Universidad McGill, en Montreal, Canadá. 
La privación sensorial, particularmente en un lapso superior a 48 horas, genera grandes efectos en la percepción, la cognición y las emociones.

### Condiciones de los experimentos
La situación de Shurley, en 1960 era un tipo de condición experimental para estudiar la privación sensorial. El sujeto se colocaba dentro de un tanque con agua salada a 34.5 °C. Estaba completamente desnudo, con una máscara facial unida a un tubo que la permitía respirar. En el tanque el sujeto no experimentaba ninguna luz, sonido, olor, sabor, vibración ni peso. Tenía una estimulación táctil constante por el agua. Se le indicaba  inhibir todos los movimientos del cuerpo, y queda sumergido en el agua, sin tocar fondo, sin asomar a la superficie ni moverse.
Los experimentos llevados a cabo evaluaron, en primer lugar, si estas condiciones alteraban los procesos perceptivos y demostraron que en los sujetos de experimentación se presentaban  alucinaciones.
Muchos de los voluntarios señalaron que querían aprovechar el experimento para prensar en problemas personales a los cuales no habían podido dedicarles tiempo. En un comienzo lo hicieron, pero con el paso de las horas fue cada vez más difícil concentrarse en sus pensamientos. 
Los investigadores comprobaron que la capacidad para memorizar y retener mejoró después de los experimentos. Al mismo tiempo, disminuyeron las capacidades de abstraer, generalizar y hacer razonamientos matemáticos.
De manera sorprendente, la capacidad de aprendizaje mejora en quienes están sometidos a privación sensorial frente a quienes no sufren esta condición. Entre tanto, las capacidades motoras disminuyen sensiblemente, especialmente tras 48 horas de no recibir estímulos.